# Perlini
Perlini es una tribu de insectos plecópteros pertenecientes a la familia Perlidae. Comprende los siguientes géneros.

## Géneros
- Agnetina Klapálek, 1907
- Dinocras Klapálek, 1907
- Eoperla Illies, 1956
- Etrocorema Klapálek, 1909
- Folga Navás, 1918
- Kamimuria Klapálek, 1907
- Kempnyia Klapálek, 1914
- Marthamea Klapálek, 1907
- Miniperla Kawai, 1967
- Neoperlops Banks, 1939
- Oyamia Klapálek, 1907
- Paragnetina Klapálek, 1907
- Perla Geoffroy, 1762
- Phanoperla Banks, 1938
- Tetropina Klapálek, 1909
- Togoperla Klapálek, 1907
- Tyloperla I. Sivec & Stark, in I. Sivec, Stark & S. Uchida, 1988